# Johannes Baumann

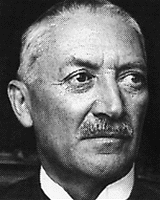
Johannes Baumann

Johannes Baumann (ur. 27 listopada 1874, zm. 8 września 1953) – szwajcarski polityk, członek Rady Związkowej od 22 marca 1934 do 31 grudnia 1940. Kierował departamentem sprawiedliwości i policji (1934–1940). Był członkiem Radykalno-Demokratycznej Partii Szwajcarii.
Pełnił także funkcje przewodniczącego Rady Kantonów (1920–1921) oraz wiceprezydenta (1937) i prezydenta (1938) Konfederacji.